# Chelmer
La Chelmer est une rivière dont le cours se limite au comté d'Essex, en Angleterre, parcourant 65 km à partir du nord-ouest du comté, traversant Chelmsford, jusqu'à la  Blackwater près de Maldon.

## Cours
La source de la rivière se trouve dans la paroisse civile de Debden dans le nord-ouest de l'Essex.
Les deux sources primaires du cours d'eau coulent au nord et à l'ouest du hameau de Debden Green. La plus longue des sources primaires jaillit dans Rowney Wood, sur la colline à l'ouest de Debden Green, à quelques centaines de mètres seulement au sud-est de la source de la rivière Cam qui se dirige vers le nord vers Cambridge se jetant finalement dans The Wash.
La rivière Chelmer coule au-delà de Thaxted, vers le sud à travers le district de Uttlesford au nord-est de Great Dunmow. Elle continue de couler vers le sud-sud-est dans l'arrondissement de Chelmsford et dans la ville de Chelmsford où la rivière Cam se jette. Elle coule ensuite vers l'est à travers l'arrondissement et dans le district de Maldon jusqu'à ce qu'elle rencontre la rivière Blackwater à l'est de Maldon. Elle se déverse dans la mer du Nord via l'estuaire de la Blackwater.

## Histoire
Chelmer n'est pas le nom original de la rivière mais plutôt une ancienne forme du nom de Chelmsford, sous l'hypothèse que le gué et la ville ont été nommés à partir de la rivière qu'ils chevauchent (l'homonyme réel étant un propriétaire foncier saxon, Cēolmǣr).
Auparavant, la rivière était connue sous le nom de Baddow, qui survit sous les noms de Petit et Grand Baddow (Little and Great Baddow).
La compagnie du canal Chelmer et Blackwater (Chelmer and Blackwater Navigation Company) a été fondée par une loi du Parlement en 1793. Les travaux ont alors commencé pour la construction du canal de Chelmsford à Colliers Reach dans l'estuaire de marée de la Blackwater . Ils ont été achevés en 1797. La navigation a principalement suivi le cours de la rivière Chelmer de Chelmsford à Beeleigh près de Maldon. De là, elle a continué par un raccourci, puis a suivi le cours de la rivière Blackwater jusqu'à Heybridge.
Selon Edward Arthur Fitch, le Fullbridge (la traversée de la rivière Chelmer au bas de Market Hill, à Maldon) était un gué peu profond. C'était avant que les eaux de la rivière Blackwater ne soient combinées avec la Chelmer à Beeleigh, ce qui a entraîné un débit d'eau beaucoup plus important au-delà du Fullbridge.
Au printemps 1812, la Chelmer, au-dessus du Fullbridge, fut redressée et de nombreux changements importants furent apportés au lit de la rivière.
Certains de ces changements sont clairement visibles aujourd'hui. Par exemple, une île qui apparaît sur la carte d'Essex de Chapman et André de 1777 a été déplacé du milieu de la rivière pour remplir une courbe vers le nord près de l'endroit où se trouve Tesco aujourd'hui. Plus en amont, près du terrain de golf, des travaux de terrassement similaires sont visibles et, de ce point jusqu'au déversoir de Beeleigh, le chenal apparaît comme une voie contournant le cours original de la rivière.
À Beeleigh, il y avait un moulin à eau sur le cours originel de la Chelmer. Ce moulin a fonctionné jusqu'en 1875, date à laquelle il a été détruit par un incendie. Le moulin avait deux ouvertures à l'intérieur, où des « bacs » étaient chargés de farine à transporter au port de Maldon, à environ un mille en aval. Là, elle était chargée sur des barges à voile de la Tamise et emmenée à Londres. Une partie du moulin subsiste encore, elle est louée par l'Essex County Council qui a le projet de le restaurer.

## Galerie de photos

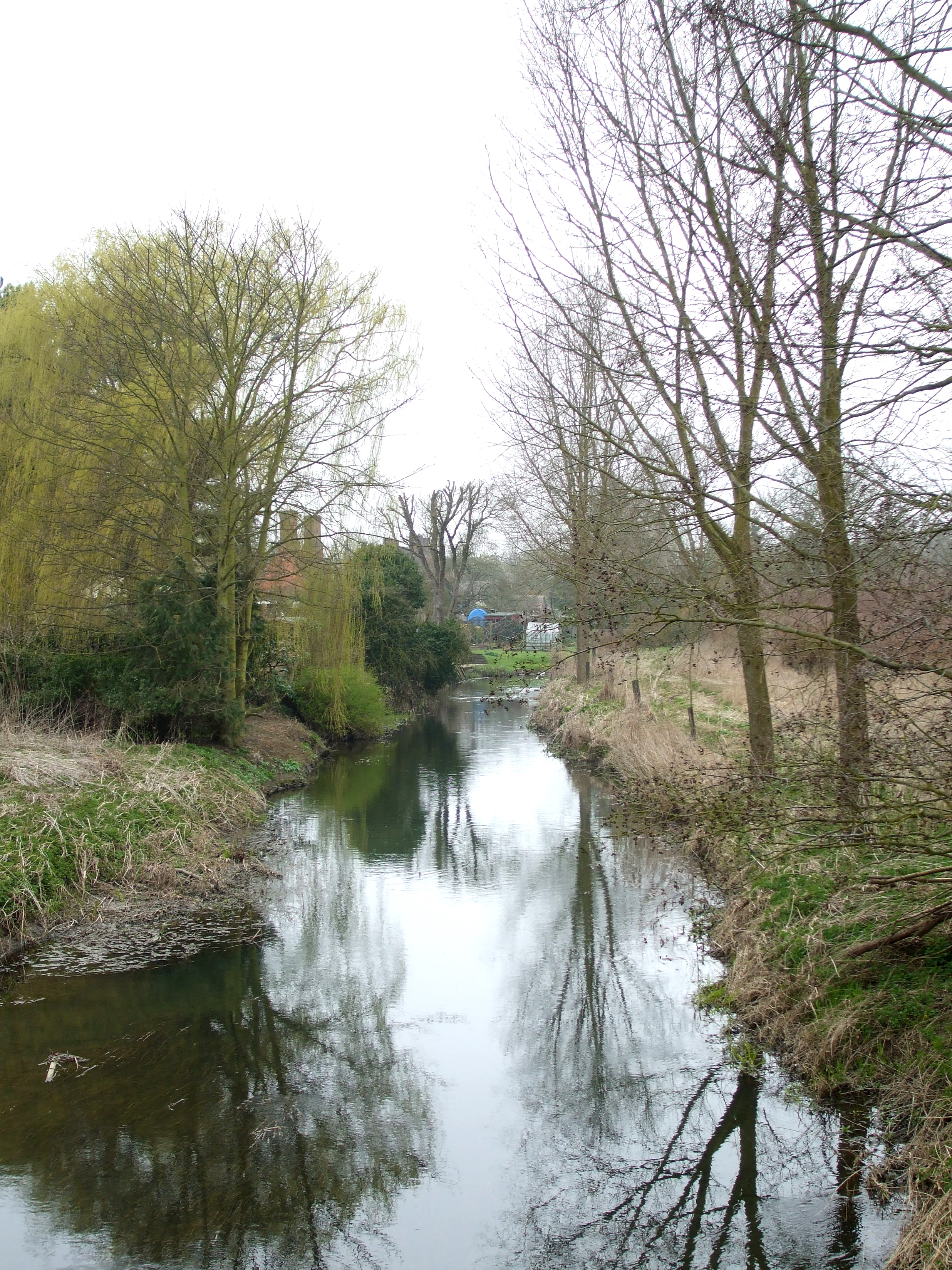
La Chelmer à Howe Street.
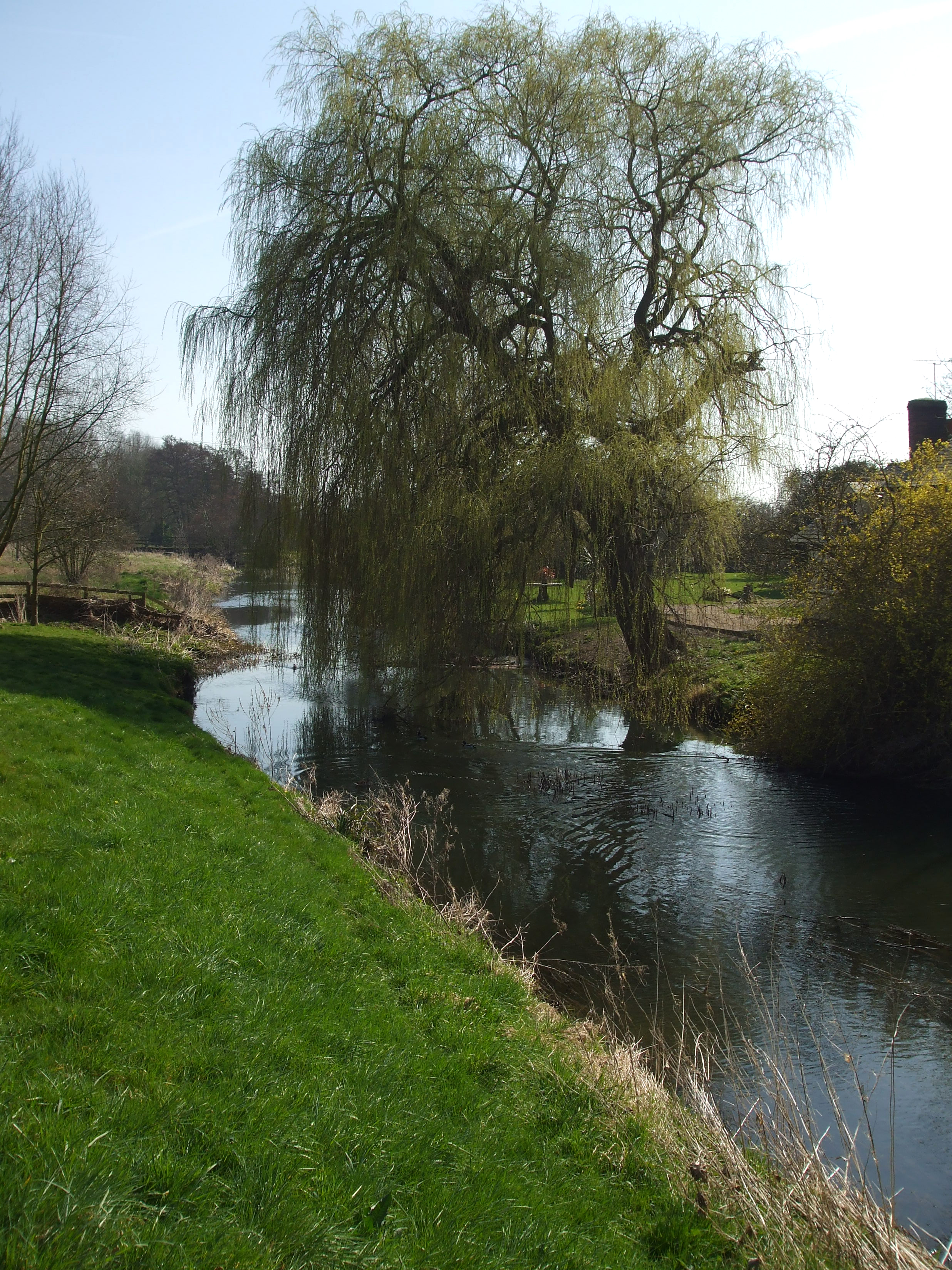
La Chelmer à Little Waltham.
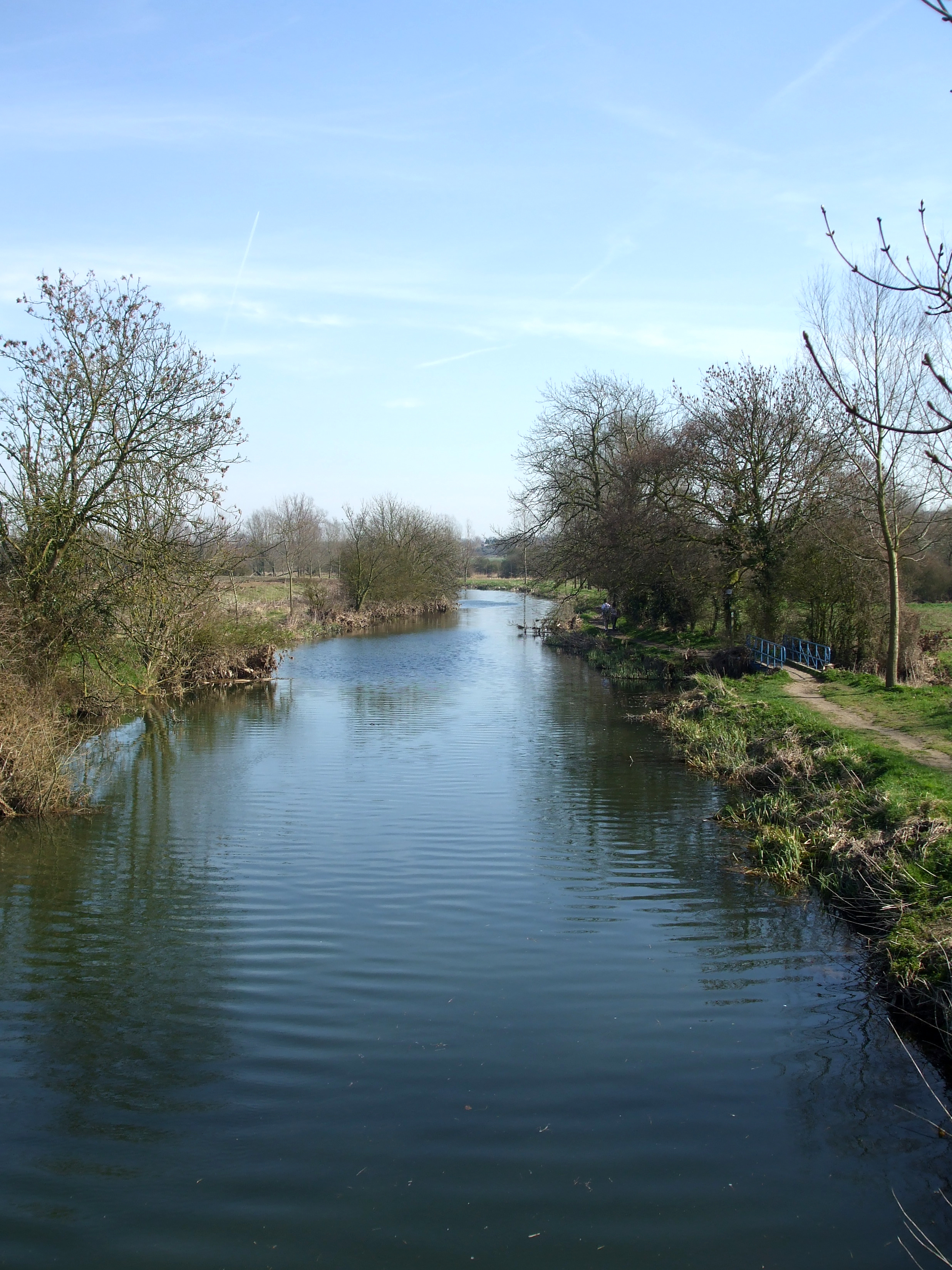
La Chelmer près de Little Baddow.
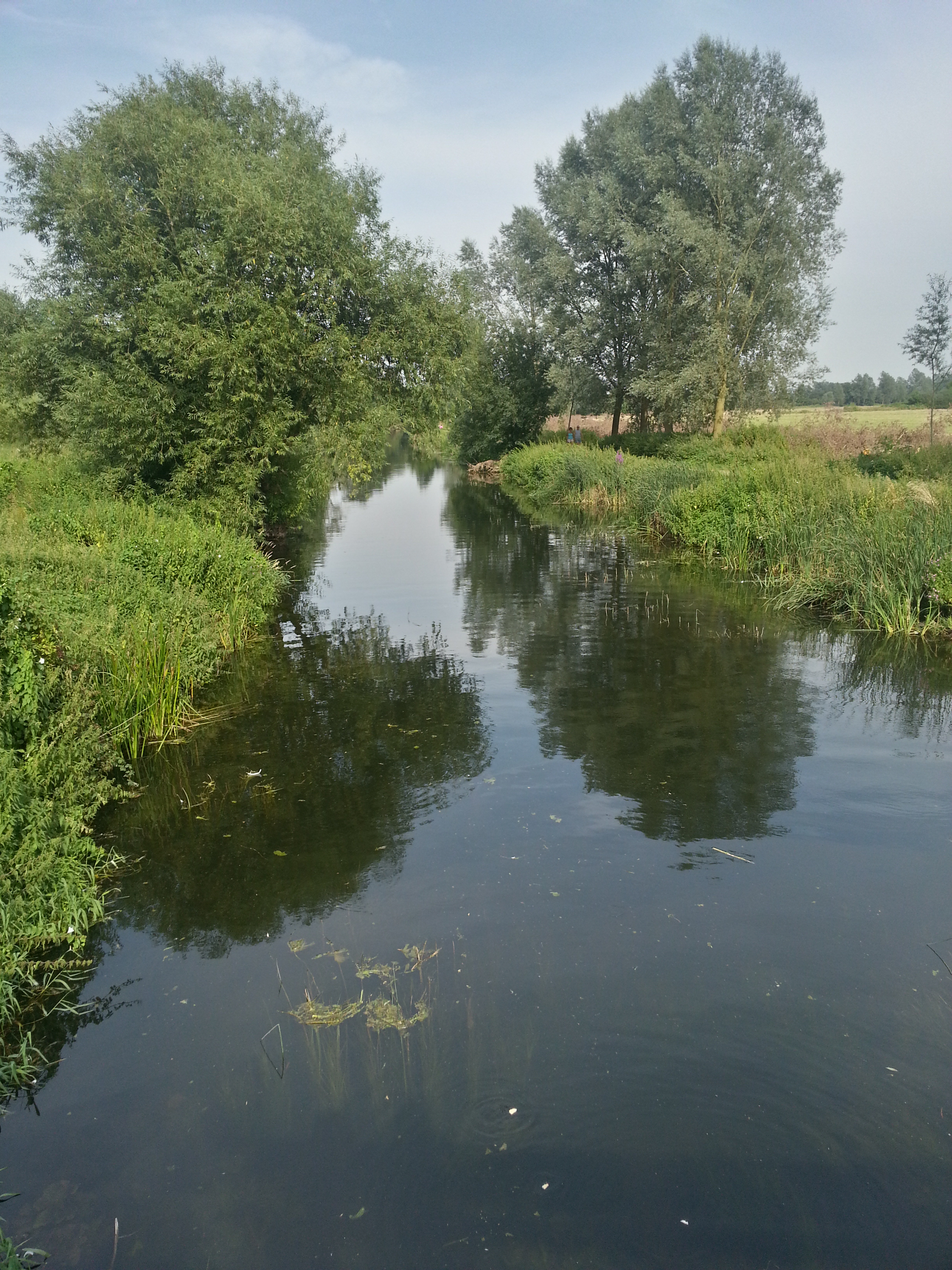
La Chelmer près de Papermill Lock, Little Baddow.
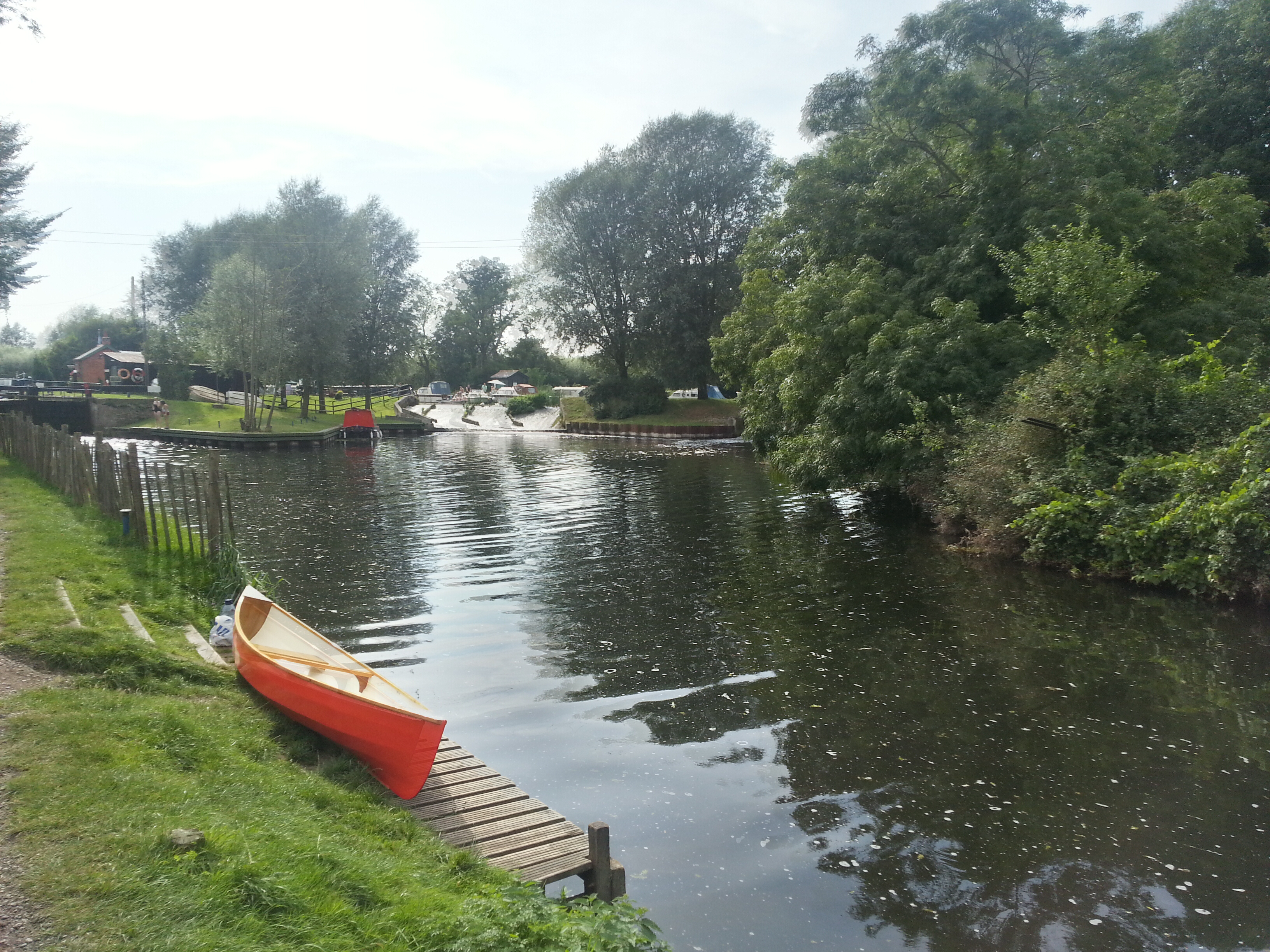
Papermill Lock, Little Baddow.
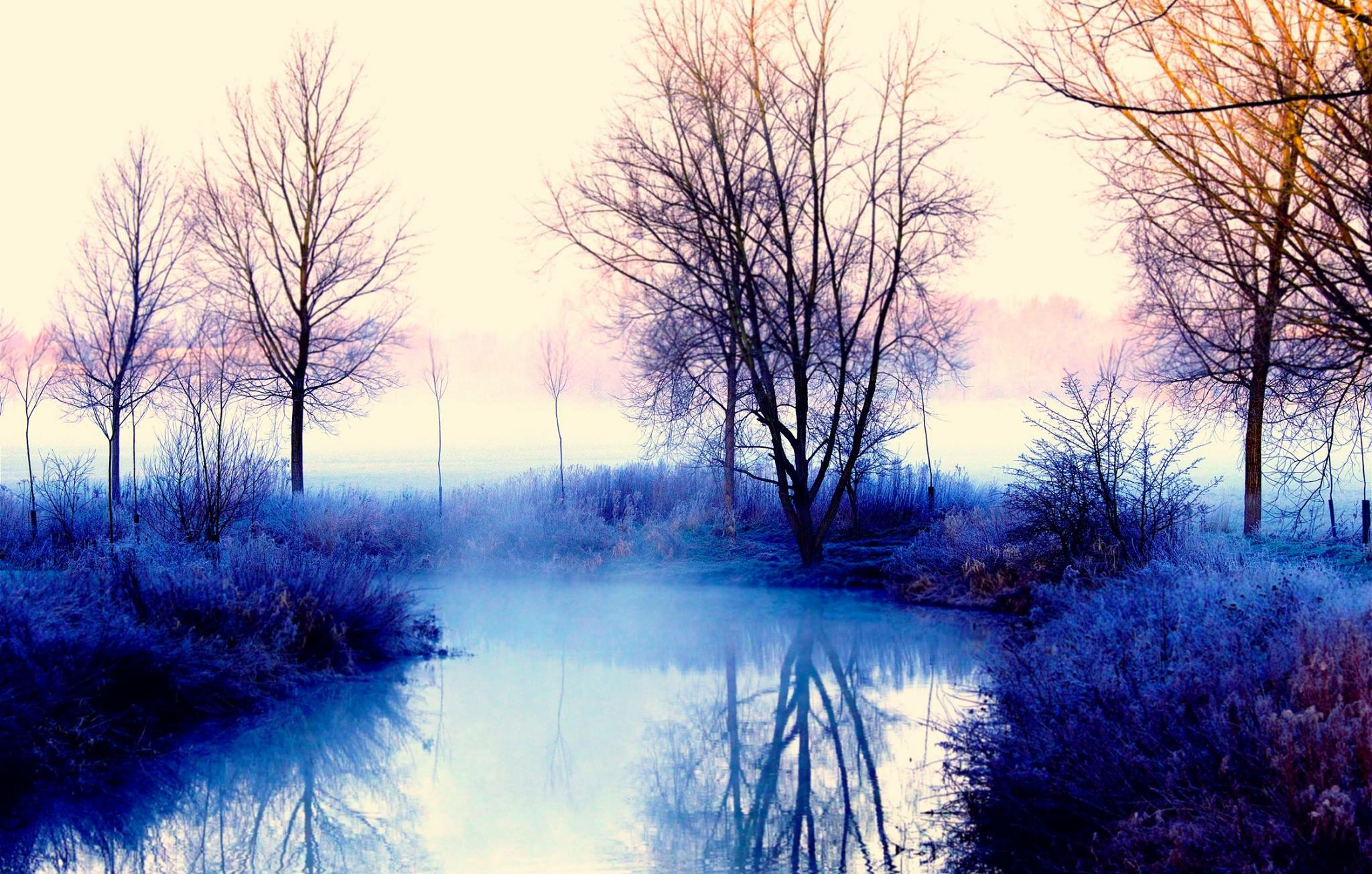
La Chelmer près de Little Baddow.
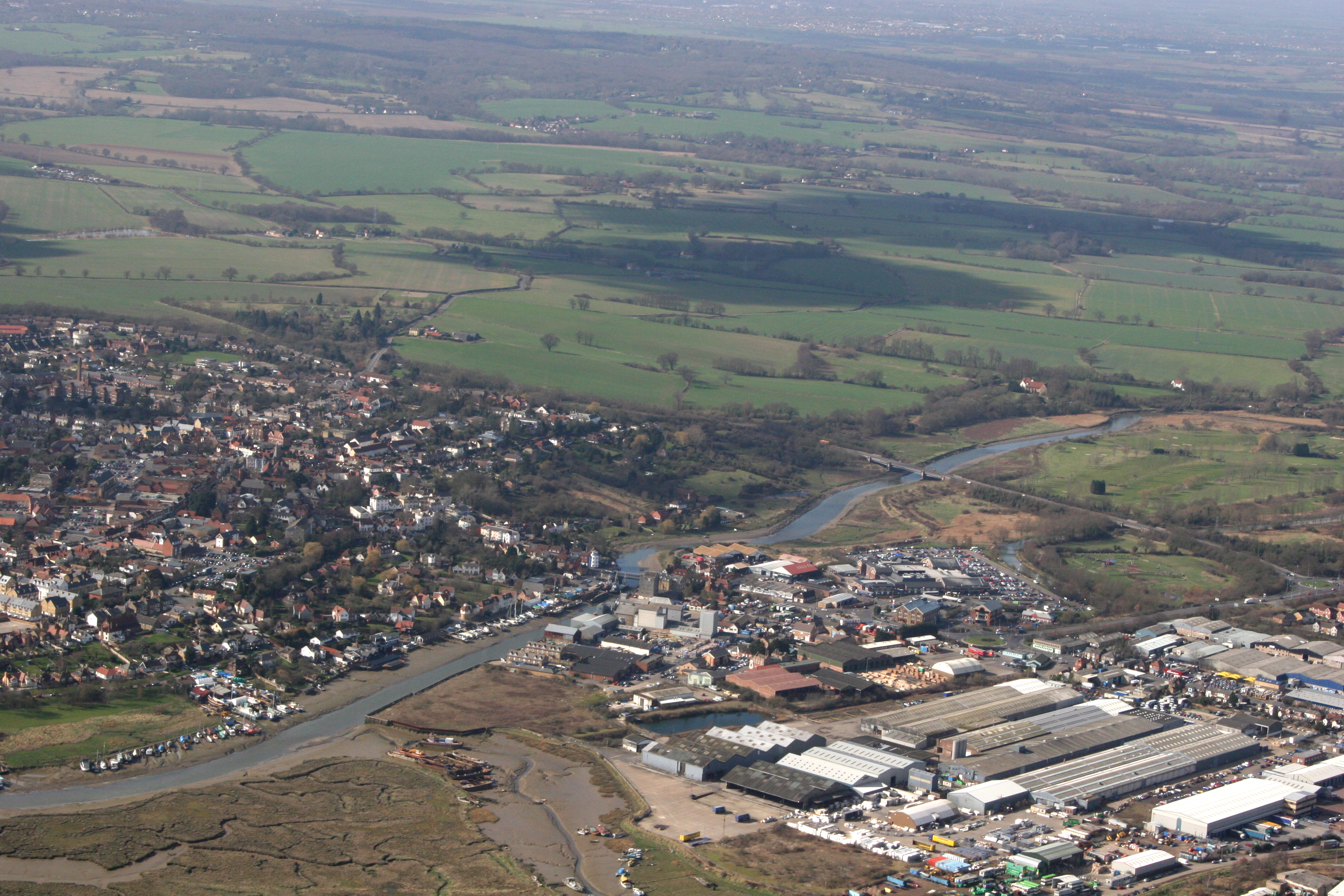
La Chelmer à Maldon.